# دارا سیكانیانی
دارا حمه أحمد والمعروفة باسم دارا سكانياني (من مواليد 1 يوليو 1970 في سكانيان) ، هو سياسي كردي وعضو في الحزب الاتحاد الإسلامي الكردستاني

## المهنة
دارا سكاني حاصل على درجة البكالوريوس في التربية . وهو أيضًا عضو في القيادة المتحدة. وقد أشرفت على الأيتام في وكالة حالات الطوارئ في العالم الإسلامي. وألّف عشرات المقالات والمقابلات.

## المهن
- عضو قيادة الحزب لاتحاد الإسلامي الكردستاني
- عضو مجلس النواب العراقي عن القائمة الاتحاد الإسلامي الكردستاني